# Trixiceps russea
Trixiceps russea är en tvåvingeart som beskrevs av Louis-Paul Mesnil 1980. Trixiceps russea ingår i släktet Trixiceps och familjen parasitflugor.
Artens utbredningsområde är Israel. Inga underarter finns listade i Catalogue of Life.